# 21 sierpnia
21 sierpnia jest 233. (w latach przestępnych 234.) dniem w kalendarzu gregoriańskim. Do końca roku pozostaje 132 dni.

## Święta
- Imieniny obchodzą: Agapiusz, Anastazy, Apolinaria, Apolinary, Baldwin, Baldwina, Bernard, Cyriaka, Fidelis, Fidelisa, Franciszek, Maksymilian, Męcimir, Paulina, Pius i Wiktoria.
- Wspomnienia i święta w Kościele katolickim[1][2] obchodzą:
  - św. Kwadrat (biskup Utyki i męczennik)
  - św. Natal z Casale Monferrato (czcigodny)
  - św. Pius X (papież)
  - św. Sydoniusz Apolinary (biskup)
  - bł. Wiktoria Rasoamanarivo

## Wydarzenia w Polsce
- 1454 – W nocy z 20 na 21 sierpnia spłonęła niemal doszczętnie zabudowa Koźla wraz z kościołem parafialnym.
- 1506 – W katedrze wileńskiej odbył się pogrzeb króla Polski i wielkiego księcia litewskiego Aleksandra Jagiellończyka.
- 1565 – Założono obecne Wyższe Seminarium Duchowne Metropolii Warmińskiej „Hosianum” w Olsztynie.
- 1609 – Przeciwnicy unii brzeskiej dokonali w Wilnie nieudanego zamachu na życie greckokatolickiego metropolity halickiego i kijowskiego oraz jednego z założycieli Kościoła unickiego Hipacego Pocieja.
- 1692 – Doszło do napadu szlachty na poznański ratusz.
- 1781 – Dryssa otrzymała herb miejski.
- 1811 – W Reszlu została spalona na stosie podpalaczka Barbara Zdunk.
- 1813 – VI koalicja antyfrancuska: zwycięstwo wojsk francuskich nad pruskimi w pierwszej bitwie nad Bobrem.
- 1844 – Wprowadzono nowy podział administracyjny Królestwa Polskiego.
- 1862 – Na stokach Cytadeli Warszawskiej został powieszony członek Organizacji Miejskiej Warszawy Ludwik Jaroszyński, który 3 lipca dokonał nieudanego zamachu na namiestnika Królestwa Polskiego, wielkiego księcia Konstantego Romanowa.
- 1915 – I wojna światowa: rozpoczęła się austro-węgiersko-rosyjska bitwa pod Raśną.
- 1925 – Na stokach Cytadeli Warszawskiej wykonano wyroki śmierci przez rozstrzelanie na komunistycznych zamachowcach: Władysławie Hibnerze, Władysławie Kniewskim i Henryku Rutkowskim.
- 1933 – Została zburzona Wieża Bismarcka w Mysłowicach.
- 1934 – Rozpoczęto budowę Kanału Ulga w Raciborzu.
- 1936 – Prezydent Rzeczypospolitej Ignacy Mościcki wydał dekret o utworzeniu Rejonu Umocnionego Hel.
- 1940 – Ukazało się pierwsze wydanie polskojęzycznej gazety „Prawda Wileńska”.
- 1941 – W Biegonicach (obecnie część Nowego Sącza) Niemcy rozstrzelali z karabinów maszynowych 32 zakładników, w odwecie za uwolnienie rok wcześniej z sądeckiego szpitala przez grupę Związku Walki Zbrojnej tajnego kuriera Jana Karskiego.
- 1942 – Likwidacja getta żydowskiego w Mińsku Mazowieckim.
- 1944:
  - 21. dzień powstania warszawskiego: natarcie oddziałów żoliborskich i siedmiuset żołnierzy Grupy Kampinos w celu nawiązania połączenia Żoliborza ze Starym Miastem.
  - Pod Surkontami (obecnie Białoruś) doszło do pierwszej po 1939 roku regularnej bitwy pomiędzy oddziałami Armii Krajowej i Armii Czerwonej.
- 1955 – Adam Ważyk opublikował w tygodniku „Nowa Kultura” Poemat dla dorosłych, pierwszy utwór jawnie krytykujący komunistyczną władzę.
- 1972 – Produkcję samochodu Syrena przeniesiono z FSO w Warszawie do FSM w Bielsku-Białej.
- 1978 – Premiera filmu Nauka latania w reżyserii Sławomira Idziaka.
- 1982 – W zderzeniu pociągów w Wierzchucinie koło Tucholi zginęły 2 osoby.
- 1997 – Sejm RP przyjął ustawę o ochronie zwierząt.
- 2007 – Najtragiczniejszy dzień w dziejach żeglugi na wodach Krainy Wielkich Jezior Mazurskich. Wiatr wiejący z prędkością ok. 130 km/h (12 stopień w skali Beauforta) spowodował śmierć 12 osób.

## Wydarzenia na świecie
- 1157 – Ferdynand II został królem Leónu.
- 1346 – Na Łużycach Górnych powołano Związek Sześciu Miast.
- 1400 – Ruprecht z Palatynatu został wybrany na króla Niemiec.
- 1464 – Go-Tsuchimikado został cesarzem Japonii.
- 1482 – Zwycięstwo wojsk papieskich nad neapolitańskimi w bitwie pod Campomorto.
- 1508 – Król Portugalii Manuel I Szczęśliwy nadał prawa miejskie Funchal na Maderze.
- 1526 – Hiszpan Alonso de Salazar odkrył Wyspy Marshalla na Pacyfiku.
- 1541 – Po trwającym od 4 maja oblężeniu wojska tureckie zajęły Budę na Węgrzech.
- 1557 – Jean de la Valette został wybrany na wielkiego mistrza zakonu joannitów.
- 1560 – Całkowite zaćmienie Słońca widoczne nad południowo-wschodnią Kanadą, Atlantykiem, Portugalią, Hiszpanią, północną Afryką i Oceanem Indyjskim.
- 1621 – IV wojna polsko-szwedzka: wojska szwedzkie rozpoczęły oblężenie Rygi.
- 1673 – Wojna Francji z koalicją hiszpańsko-austriacko-lotaryńską: zwycięstwo floty holenderskiej w bitwie morskiej pod Texel.
- 1689 – Powstanie jakobitów w Szkocji: zwycięstwo sił rządowych w bitwie pod Dunkeld.
- 1707 – Wojna o sukcesję hiszpańską: książę Eugeniusz Sabaudzki zakończył nieudane oblężenie Tulonu.
- 1737 – Poświęcono kościół Jadwigi Eleonory w Sztokholmie.
- 1791 – Na Haiti wybuchło powstanie niewolników.
- 1808 – Wojna na Półwyspie Iberyjskim: zwycięstwo wojsk brytyjskich nad francuskimi w bitwie pod Vimeiro.
- 1810 – Marszałek Francji Jean-Baptiste Bernadotte został ogłoszony przez szwedzki Riksdag zebrany w Örebro następcą nieposiadającego naturalnego potomstwa króla Karola XIII.
- 1831 – W Wirginii wybuchło powstanie niewolników pod wodzą Nata Turnera.
- 1842 – Hobart na Tasmanii otrzymało prawa miejskie.
- 1847 – Ustanowiono Order Świętego Olafa – najstarsze i najwyższe odznaczenie norweskie.
- 1851 – Wykonano jedyny wyrok śmierci w historii amerykańskiego stanu Wisconsin.
- 1859 – Johann Bernard von Rechberg został premierem Austrii.
- 1860 – II wojna opiumowa: brytyjsko-francuskie wojska interwencyjne zdobyły ponownie Forty Dagu u ujścia rzeki Hai He w Tiencinie.
- 1863 – Wojna secesyjna: zwycięstwo wojsk Unii w II bitwie pod Chattanooga.
- 1864 – Wojna secesyjna: zwycięstwo Konfederatów w II bitwie pod Mempis.
- 1866 – Na Krecie wybuchło powstanie antytureckie.
- 1874 – Jules Malou został premierem Belgii.
- 1877 – X wojna rosyjsko-turecka: rozpoczęła się II bitwa pod Szipką.
- 1879 – Objawienie Matki Boskiej w irlandzkim Knock.
- 1886 – Książę Bułgarii Aleksander I Battenberg został odsunięty od władzy przez grupę liberalnych oficerów o orientacji prorosyjskiej.
- 1888 – Amerykanin William Seward Burroughs otrzymał patent na pierwszy zapisujący wyniki sumator.
- 1891 – Gijsbert van Tienhoven został premierem Holandii.
- 1897:
  - Felix Hoffmann, chemik z niemieckiego przedsiębiorstwa Bayer AG, otrzymał substancję o nazwie dwuacetylomorfina, wprowadzoną bez testów klinicznych na rynek pod nazwą heroina jako nowy „rewelacyjny środek na kaszel”. Została zdelegalizowana w 1931 roku.
  - Założono amerykańskie przedsiębiorstwo motoryzacyjne Oldsmobile.
- 1898 – Założono brazylijski klub piłkarski C.R. Vasco da Gama Rio de Janeiro.
- 1902 – Amerykański astronom Royal Harwood Frost odkrył planetoidę (505) Cava.
- 1911 – Z paryskiego Luwru skradziono obraz Mona Lisa autorstwa Leonarda da Vinci.
- 1913 – Otwarto stadion San Mamés w Bilbao.
- 1914 – Całkowite zaćmienie słońca widoczne nad północną Kanadą, Grenlandią, Skandynawią, krajami bałtyckimi, Białorusią Ukrainą, Turcją, Irakiem, Iranem i Pakistanem.
- 1921 – W swym domu w Berlinie został aresztowany seryjny morderca Carl Großmann.
- 1925 – Założono holenderski klub piłkarski FC Emmen.
- 1926 – Jigme Wangchuck został królem Bhutanu.
- 1931 – Założono portugalski klub piłkarski FC Famalicão.
- 1933 – Dokonano oblotu radzieckiego samolotu bombowego i pasażerskiego K-7.
- 1941 – Działacz komunistycznego ruchu oporu Pierre Georges dokonał na stacji paryskiego metra Barbès–Rochechouart pierwszego w okupowanej Francji udanego zamachu na wysokiej rangi niemieckiego oficera Alfonsa Mosera.
- 1942:
  - Front wschodni: niemieccy strzelcy górscy wspięli się na najwyższy szczyt Kaukazu Elbrus i zatknęli tam flagę III Rzeszy.
  - Wojna na Pacyfiku: zwycięstwo wojsk alianckich w bitwie nad rzeką Tenaru na Guadalcanal w archipelagu Wysp Salomona.
- 1943 – Wojna na Pacyfiku: amerykańskie lotnictwo zakończyło trwające od 17 sierpnia naloty na japońską bazę lotniczą w Wewak na Nowej Gwinei, niszcząc na ziemi i w powietrzu 170 z 200 samolotów wroga.
- 1944:
  - Dokonano oblotu amerykańskiego myśliwca Grumman F8F Bearcat.
  - Front zachodni: 50 tys. żołnierzy niemieckiej Grupy Armii B poddało się w kotle pod Falaise.
  - Front zachodni: zakończyła się bitwa o Mont Ormel.
- 1945 – Amerykański fizyk Harry Daghlian został śmiertelnie napromieniowany w wypadku, do jakiego doszło podczas przeprowadzania doświadczenia w laboratorium atomowym w Los Alamos w stanie Nowy Meksyk.
- 1957 – W ZSRR wystrzelono pierwszy międzykontynentalny pocisk balistyczny.
- 1959 – Hawaje jako 50. stan dołączyły do Unii.
- 1960 – Atomowy okręt podwodny USS „Seadragon“ jako pierwszy w historii przepłynął w zanurzeniu przez Przejście Północno-Zachodnie i obrał kurs na biegun północny, gdzie dotarł 25 sierpnia.
- 1961 – Z National Gallery w Londynie skradziono Portret księcia Wellingtona Francisca Goi. Został odzyskany w maju 1965 roku.
- 1965:
  - Rozpoczął się załogowy lot kosmiczny Gemini 5 (Gordon Cooper i Charles Conrad).
  - W wyniku nowelizacji konstytucji Rumuńska Republika Ludowa została przemianowana na Rumuńską Republikę Socjalistyczną. W miejsce Prezydium Wielkiego Zgromadzenia Narodowego utworzono Radę Państwa, uprawnioną do wydawania dekretów.
- 1968 – Praska Wiosna: wojska państw Układu Warszawskiego wkroczyły do Czechosłowacji (noc z 20 na 21 sierpnia).
- 1969:
  - 28-letni australijski turysta Denis Michael Rohan podłożył ogień w meczecie Al-Aksa w Jerozolimie. Został następnie uznany za niepoczytalnego jako ofiara tzw. syndromu jerozolimskiego i umieszczony w szpitalu psychiatrycznym.
  - W pierwszą rocznicę inwazji doszło do masowych demonstracji w wielu czechosłowackich miastach. W Brnie podczas rozpędzania tłumu zastrzelono 2 osoby.
- 1971:
  - Podczas wiecu przedwyborczego filipińskiej Partii Liberalnej w Manili nieustaleni nigdy sprawcy wrzucili na scenę 2 granaty, w wyniku czego zginęło 9 osób, a 95 zostało rannych.
  - Prezydevt Boliwii gen. Juan José Torres został obalony przez wojsko, a jego miejsce zajął gen. Hugo Banzer Suárez.
- 1973 – Kanada i Wietnam nawiązały stosunki dyplomatyczne.
- 1974 – Dokonano oblotu brytyjskiego myśliwca BAE Hawk.
- 1975 – USA złagodziły 12-letnie embargo handlowe, zezwalając zagranicznym przedstawicielstwom przedsiębiorstw amerykańskich na handel z Kubą.
- 1976 – W Koreańskiej Strefie Zdemilitaryzowanej wojska amerykańskie i południowokoreańskie przeprowadziły operację „Paul Bunyan”, której celem był pokaz siły po mającym miejsce 3 dni wcześniej „incydencie z siekierą”, w którym z rąk żołnierzy północnokoreańskich zginęło 2 Amerykanów. Doprowadziła ona ostatecznie do ścięcia drzewa, które było powodem wcześniejszego zajścia.
- 1980 – USA i Somalia zawarły układ zezwalający amerykańskiej armii na korzystanie z baz wojskowych na terytorium somalijskim w zamian za pomoc wojskową.
- 1982:
  - Wojna libańska: rozpoczęła się ewakuacja OWP z Libanu.
  - W Salwadorze żołnierze batalionu Atlacatl zamordowali w El Calabozo około 200 osób.
- 1983 – Opozycyjny polityk filipiński Benigno Aquino został zastrzelony na lotnisku w Manili.
- 1986 – Wypływ dwutlenku węgla z dna wulkanicznego jeziora Nyos w Kamerunie spowodował śmierć 1746 osób.
- 1991:
  - Łotwa ogłosiła niepodległość (od ZSRR).
  - Załamał się komunistyczny pucz Janajewa w ZSRR. Michaił Gorbaczow powrócił na stanowisko prezydenta.
- 1993:
  - NASA straciła kontakt z sondą kosmiczną Mars Observer.
  - Redha Malek został premierem Algierii.
- 1994:
  - Ernesto Zedillo wygrał wybory prezydenckie w Meksyku.
  - W paśmie gór Atlas w okolicach Agadiru w katastrofie samolotu ATR 42 linii Royal Air Maroc zginęły 44 osoby.
- 1995 – W katastrofie samolotu pasażerskiego Embraer 120 Brasilia pod Carrollton w stanie Georgia zginęło 9 osób, a 20 zostało rannych.
- 1997:
  - Izrael i Chorwacja nawiązały stosunki dyplomatyczne.
  - W katastrofie lotniczej zginął Abdur Rahim Ghafoorzai, nowy premier Afganistanu z ramienia walczącego z talibami Sojuszu Północnego.
- 2000:
  - Meksykański biskup Józef Maria de Yermo y Parres został kanonizowany przez papieża Jana Pawła II.
  - Norwescy nurkowie, po 9 dniach od zatonięcia na Morzu Barentsa rosyjskiego atomowego okrętu podwodnego „Kursk”, dotarli do wnętrza jego wraku i stwierdzili zatopienie pokładu i śmierć całej, 118-osobowej załogi.
  - W zamachu bombowym dokonanym przez baskijską separatystyczną organizację ETA w hiszpańskim mieście Sallent de Gállego zginęło 2 strażników miejskich.
- 2004:
  - W stolicy Bangladeszu Dhace, w czasie wiecu opozycyjnej Ligi Awami zamachowiec rzucił z dachu 13 granatów w 15-tysięczny tłum. Zginęły 23 osoby, a 200 zostało rannych, w tym przewodnicząca partii i późniejsza premier Sheikh Hasina.
  - Wybuch samochodu-pułapki na drodze pod Hillą w Iraku zabił starszego szeregowego Krystiana Andrzejczaka.
- 2006:
  - Rosja spłaciła ostatnią część poradzieckiego długu wobec Klubu Paryskiego, wynoszącą 23,7 mld dolarów.
  - W zderzeniu pociągów w Qualyoub pod Kairem zginęło 58 osób, a 150 zostało rannych.
  - W przeprowadzonym przez rosyjskich nacjonalistów zamachu bombowym moskiewskim Bazarze Czerkizowskim zginęło 14 osób, głównie azjatyckich handlarzy.
- 2008 – W zamachu bombowym w Wah w Pakistanie zginęło co najmniej 70 osób, a ponad 100 zostało rannych.
- 2009 – W Grecji wybuchły pożary lasów. W ciągu 4 dni spłonęło 310 tys. ha (głównie borów sosnowych).
- 2010:
  - W wyborach parlamentarnych w Australii zwyciężyła rządząca Australijska Partia Pracy.
  - Z Muzeum Mohameda Mahmouda Khalila w Gizie pod Kairem skradziono obraz Vincenta van Gogha znany jako Maki lub Wazon z kwiatami, wyceniany na 50 mln dolarów.
- 2012:
  - U wybrzeży Małych Antyli uformował się huragan Isaac.
  - Została założona Partia Przemysłowców i Przedsiębiorców Turkmenistanu – druga (po rządzącej Demokratycznej Partii Turkmenistanu) legalnie działająca partia polityczna w kraju.
- 2013: 
  - 28-letni Omar Rifai zastrzelił w Meet al-Attar w Egipcie 15 osób, po czym sam został zastrzelony przez policję.
  - Wojna domowa w Syrii: w przeprowadzonym przez nieustaloną stronę konfliktu ataku gazowym w Ghucie na wschód od Damaszku zginęło od 355 do 1821 osób, a 3600 zostało zatrutych.
- 2016:
  - 22 osoby zginęły, a 30 zostało rannych w dwóch samobójczych zamachach bombowych w Gaalkacyo w autonomicznym regionie Puntland w Somalii.
  - W Rio de Janeiro zakończyły się XXXI Letnie Igrzyska Olimpijskie.
- 2017 – Całkowite zaćmienie słońca widoczne nad Pacyfikiem, USA i Atlantykiem.
- 2021 – Ismail Sabri Yaakob został premierem Malezji.

## Urodzili się
- 1165 – Filip II August, król Francji (zm. 1223)
- 1543 – Giovanni Bembo, doża Wenecji (zm. 1618)
- 1567 – Franciszek Salezy, francuski teolog, filozof, doktor Kościoła, święty (zm. 1622)
- 1570 – Krzysztof, książę Lüneburga-Harburga (zm. 1606)
- 1579 – Henri de Rohan, francuski arystokrata, dowódca wojskowy, pisarz, przywódca hugenotów (zm. 1638)
- 1627:
  - Louis Cousin, francuski historyk, bizantynolog (zm. 1707)
  - August Piastowicz, hrabia legnicki (zm. 1679)
  - Bernardino Rocci, włoski duchowny katolicki, arcybiskup ad personam Orvieto, kardynał (zm. 1680)
- 1643 – Alfons VI Zwycięski, król Portugalii (zm. 1683)
- 1670 – James FitzJames, francuski dowódca wojskowy pochodzenia angielskiego, marszałek Francji (zm. 1734)
- 1681 – Ernest Fryderyk I, książę Saksonii-Hildburghausen (zm. 1724)
- 1711 – Bernard Franciszek de Hoyos, hiszpański jezuita (zm. 1735)
- 1725 – Jean-Baptiste Greuze, francuski malarz, rysownik (zm. 1805)
- 1735 – Tobias Furneaux, brytyjski oficer Royal Navy, nawigator (zm. 1781)
- 1739 – Mariano Salvador Maella, hiszpański malarz (zm. 1819)
- 1747 – Franz de Paula von Schrank, niemiecki jezuita, botanik, entomolog (zm. 1835)
- 1754 – Banastre Tarleton, brytyjski generał, polityk (zm. 1833)
- 1757 – Gustaf von Paykull, szwedzki przyrodnik, ornitolog, entomolog, poeta (zm. 1826)
- 1761 – Hipolit Kownacki, polski geolog, historyk, przedsiębiorca hutniczy (zm. 1854)
- 1765 – Wilhelm IV, król Wielkiej Brytanii, Irlandii i Hanoweru (zm. 1837)
- 1789 – Augustin Louis Cauchy, francuski matematyk (zm. 1857)
- 1791 – Augustus FitzGerald, brytyjski arystokrata, polityk pochodzenia irlandzkiego (zm. 1874)
- 1792 – Piotr Pletniow, rosyjski pisarz, krytyk literacki (zm. 1866)
- 1793:
  - Manswet Henryk Aulich, polski franciszkanin reformata, misjonarz (zm. 1861)
  - Dorota de Talleyrand-Périgord, księżna kurlandzka i żagańska (zm. 1862)
- 1796:
  - Asher Brown Durand, amerykański malarz, rytownik (zm. 1886)
  - Hermann Olshausen, niemiecki teolog protestancki (zm. 1839)
- 1798 – Jules Michelet, francuski filozof, pisarz, historyk (zm. 1874)
- 1800 – Franciszek Malewski, polski prawnik, dziennikarz, współzałożyciel Towarzystwa Filomatów, zesłaniec (zm. 1870)
- 1805 – August Bournonville, duński tancerz, choreograf pochodzenia francuskiego (zm. 1879)
- 1808:
  - William Davis Gallagher, amerykański dziennikarz, poeta (zm. 1894)
  - Christian August Voigt, austriacki anatom (zm. 1890)
- 1810:
  - Pacyfik Bydłowski, polski duchowny katolicki, franciszkanin, prowincjał (zm. 1888)
  - Francis Hastings Doyle, brytyjski poeta (zm. 1888)
- 1813 – Josef Groll, niemiecki mistrz piwowarski (zm. 1887)
- 1814 – Biagio Miraglia, włoski psychiatra, poeta (zm. 1885)
- 1818 – Zygmunt Lesser, polski hrabia pochodzenia żydowskiego (zm. 1896)
- 1821:
  - Andrzej Kim Tae-gŏn, koreański duchowny katolicki, męczennik, święty (zm. 1846)
  - Wilhelm Heinrich Schüßler, niemiecki lekarz, homeopata (zm. 1898)
- 1833 – Juliusz Żórawski, polski ziemianin, rolnik (zm. 1906)
- 1835 – Gahō Hashimoto, japoński malarz (zm. 1908)
- 1836 – Robert Biedermann, polski przedsiębiorca pochodzenia niemieckiego (zm. 1899)
- 1842 – Joachim Maciejczyk, polski duchowny katolicki, franciszkanin, prowincjał (zm. 1923)
- 1843 – William Pepper, amerykański lekarz (zm. 1898)
- 1845 – Andreas Frühwirth, austriacki kardynał (zm. 1933)
- 1848 – Paul Henry, francuski astronom (zm. 1905)
- 1849 – Maria Angustias Gimenez Vera, hiszpańska zakonnica, Służebnica Boża (zm. 1897)
- 1850 – Ludwik Rydygier, polski generał, chirurg, profesor (zm. 1920)
- 1852 – Ginter Wiktor, książę Schwarzburg-Rudolstadt i Schwarzburg-Sondershausen (zm. 1925)
- 1853 – Teodoro Valfré di Bonzo, włoski kardynał (zm. 1922)
- 1858 – Rudolf Habsburg-Lotaryński, austriacki arcyksiążę (zm. 1889)
- 1859 – Ludwik Krzywicki, polski myśliciel marksistowski, socjolog, ekonomista, polityk, działacz społeczny (zm. 1941)
- 1862 – Emilio Salgari, włoski pisarz (zm. 1911)
- 1864 – Richard Wolffenstein, niemiecki chemik (zm. 1926)
- 1865 – Lothar Foerster, niemiecki prawnik, dyplomata (zm. 1939)
- 1866 – Franciszek Salwator Toskański, arcyksiążę austriacki (zm. 1939)
- 1868 – Henryk Majmon, polski inżynier, chemik, doktor filologii, przemysłowiec pochodzenia żydowskiego (zm. po 1939)
- 1871:
  - Leonid Andriejew, rosyjski prozaik, dramaturg, dziennikarz (zm. 1919)
  - Abbie Farwell Brown, amerykańska poetka (zm. 1927)
  - Daniel Konarzewski, polski generał dywizji (zm. 1935)
- 1872:
  - Aubrey Beardsley, brytyjski rysownik, ilustrator (zm. 1898)
  - George White, amerykańska polityk (zm. 1953)
- 1873 – Bernhard Patzak, niemiecki historyk (zm. 1933)
- 1874 – Giorgi Kwinitadze, gruziński generał, emigracyjny działacz narodowy (zm. 1970)
- 1875 – Jerzy Lalewicz, polski pianista, pedagog (zm. 1951)
- 1876 – Constantin von Economo, rumuńsko-austriacki neurolog, pionier lotnictwa (zm. 1931)
- 1880 – Franciszek Barda, polski duchowny katolicki, biskup przemyski (zm. 1964)
- 1881:
  - Maria Antonina Kratochwil, polska zakonnica, męczennica, błogosławiona (zm. 1942)
  - Charles Lannie, belgijski gimnastyk (zm. 1958)
- 1882:
  - Theodor Effenberger, niemiecki architekt (zm. 1968)
  - Franz Kruckenberg, niemiecki inżynier, konstruktor, polityk nazistowski (zm. 1965)
  - Rik Wouters, belgijski malarz, rzeźbiarz (zm. 1916)
  - Stanisław Wrzaliński, polski pułkownik (zm. 1950)
- 1884:
  - Adolf Rafał Bniński, polski ziemianin, polityk, wojewoda poznański, senator RP (zm. prawd. 1942)
  - Bohumil Kubišta, czeski malarz, grafik, teoretyk sztuki (zm. 1918)
- 1885:
  - Ignacy Tislowitz, polski architekt pochodzenia żydowskiego (zm. 1936)
  - Nion Tucker, amerykański bobsleista, przedsiębiorca (zm. 1950)
- 1886 – Povilas Lukšys, litewski żołnierz (zm. 1919)
- 1887 – James Moody, brytyjski marynarz, szósty oficer na „Titanicu” (zm. 1912)
- 1889 – Richard O’Connor, brytyjski generał (zm. 1981)
- 1890:
  - Wilhelmus Bekkers, holenderski przeciągacz liny (zm. 1957)
  - Georges Hellebuyck (ojciec), belgijski żeglarz sportowy (zm. 1975)
  - Dionizy Ludwik Molinos Coloma, hiszpański lasalianin, męczennik, błogosławiony (zm. 1936)
  - Ludwik Nazimek, polski porucznik pilot (zm. 1922)
- 1891:
  - Emiliano Mercado del Toro, portorykański superstulatek (zm. 2007)
  - Bert Roach, amerykański aktor (zm. 1971)
- 1892:
  - Julie Moschelesová, czeska geograf żydowskiego pochodzenia (zm. 1956)
  - Adam Próchnik, polski działacz socjalistyczny, podporucznik rezerwy, historyk (zm. 1942)
  - Charles Vanel, francuski aktor (zm. 1989)
- 1893: 
  - Wacław Ulass, polski pilot (zm. 1968)
  - Lili Boulanger, francuska kompozytorka (zm. 1918)
- 1894:
  - Christian Schad, niemiecki malarz (zm. 1982)
  - Tadeusz Seweryn, polski etnograf, malarz, grafik, muzeolog, badacz sztuki ludowej (zm. 1975)
- 1895:
  - Gustaw Bychowski, polsko-amerykański psychiatra, psychoanalityk (zm. 1972)
  - William Augustus Read, amerykański kontradmirał, finansista (zm. 1976)
  - Aleksandr Winogradow, rosyjski geochemik (zm. 1975)
- 1897:
  - Emeryk August Hutten-Czapski, polski hrabia, dyplomata, polityk, poseł na Sejm RP (zm. 1979)
  - Wsiewołod Strażewski, radziecki i polski generał (zm. 1973)
- 1898:
  - Hans Asmussen, niemiecki pastor i teolog luterański, działacz antynazistowski (zm. 1968)
  - John Rittmeister, niemiecki lekarz, psychoanalityk, działacz antynazistowski (zm. 1943)
- 1899 – Dina Matus, polska malarka, scenografka pochodzenia żydowskiego (zm. po 1940)
- 1900:
  - Max Band, litewski malarz, rzeźbiarz pochodzenia żydowskiego (zm. 1974)
  - Chen Lifu, chiński polityk (zm. 2001)
- 1901 – Łeonid Kornijec, radziecki polityk (zm. 1969)
- 1902:
  - Edward Drożniak, polski ekonomista, polityk, dyplomata, poseł na Sejm PRL, prezes NBP (zm. 1966)
  - Angeł Karalijczew, bułgarski pisarz (zm. 1972)
  - Leonor Sullivan, amerykańska polityk (zm. 1988)
- 1904:
  - Count Basie, amerykański pianista i kompozytor jazzowy (zm. 1984)
  - Siergiej Biriuzow, radziecki dowódca wojskowy, marszałek ZSRR, polityk (zm. 1964)
- 1906 – Emil Wyrobek, polski radiolog (zm. 1974)
- 1907:
  - Walter Frentz, niemiecki operator filmowy, fotograf (zm. 2004)
  - Borys Kowerda, rosyjski działacz emigracyjny, zamachowiec pochodzenia białoruskiego (zm. 1987)
  - Nikołaj Łunin, radziecki kontradmirał, polityk (zm. 1970)
  - Hy Zaret, amerykański kompozytor, autor tekstów piosenek (zm. 2007)
- 1908:
  - Mary Margaret Kaye, brytyjska pisarka (zm. 2004)
  - Rudolf Rominger, szwajcarski narciarz alpejski (zm. 1979)
  - Carl Sandblom, szwedzki prawnik, żeglarz sportowy (zm. 1984)
  - Franciszek Targowski, polski aktor (zm. 1980)
  - Tom Tully, amerykański aktor (zm. 1982)
- 1909:
  - Ludwik Pius Bartosik, polski franciszkanin, męczennik, błogosławiony (zm. 1941)
  - Nikołaj Bogolubow, radziecki matematyk, fizyk teoretyczny (zm. 1992)
  - Ethel Caterham, brytyjska superstulatka, najstarsza osoba na świecie
- 1910:
  - Gehnäll Persson, szwedzki jeździec sportowy (zm. 1976)
  - Maksymilian Potrawiak, polski rzeźbiarz, medalier (zm. 1986)
- 1911:
  - Gedeon Barcza, węgierski szachista (zm. 1986)
  - Ken Richardson, brytyjski kierowca wyścigowy (zm. 1997)
- 1912 – Robert L. Pike, amerykański pisarz (zm. 1981)
- 1913:
  - Cornelius Johnson, amerykański lekkoatleta, skoczek wzwyż (zm. 1946)
  - Wiktor Rozow, rosyjski dramaturg (zm. 2004)
- 1914 – Konstantin Pietuchow, radziecki polityk (zm. 1981)
- 1915:
  - Leon Dubicki, polski generał brygady (zm. 1998)
  - Joshua Hassan, gibraltarski polityk, burmistrz i szef ministrów Gibraltaru (zm. 1997)
  - Mitchell Kowal, amerykański aktor pochodzenia polskiego (zm. 1971)
- 1916 – Robert Mills Gagné, amerykański psycholog (zm. 2002)
- 1917 – Leonid Hurwicz, amerykański ekonomista pochodzenia polsko-żydowskiego, laureat Nagrody Banku Szwecji im. Alfreda Nobla w dziedzinie ekonomii (zm. 2008)
- 1918:
  - Anselmo Fernandes, portugalski trener piłkarski (zm. 2000)
  - Lotar Geyer, polski trener siatkarski (zm. 1986)
  - Stanisław Karolkiewicz, polski generał brygady, działacz kombatancki (zm. 2009)
  - Leo Laakso, fiński skoczek narciarski (zm. 2002)
- 1919:
  - Aleksiej Grinin, rosyjski piłkarz, trener (zm. 1988)
  - Michał Krukowski, polski ekonomista, polityk (zm. 1990)
  - Martin Lohmuller, amerykański duchowny katolicki, biskup Filadelfii (zm. 2017)
- 1920 – Christopher Robin Milne, brytyjski pisarz (zm. 1996)
- 1921:
  - Camillo Achilli, włoski piłkarz, trener (zm. 1998)
  - Re’uwen Feuerstein, izraelski psycholog (zm. 2014)
  - Raymond Hunthausen, amerykański duchowny katolicki, biskup Heleny, arcybiskup Seattle (zm. 2018)
  - Marian Nowak, polski rzeźbiarz (zm. 2000)
  - Alojzy Józef Peisert, polski żołnierz AK (zm. 1992)
- 1922:
  - Jakub Chojnacki, polski prawnik, inżynier technologii drewna (zm. 2006)
  - Marian Urbaniec, polski kolejarz, polityk, poseł na Sejm PRL (zm. 2010)
- 1924:
  - Pesach Grupper, izraelski samorządowiec, polityk (zm. 2013)
  - Arthur Janov, amerykański psycholog, psychoterapeuta pochodzenia rosyjskiego (zm. 2017)
  - Robert Körner, austriacki piłkarz (zm. 1989)
  - Gerald Lascelles, brytyjski arystokrata (zm. 1998)
  - Åke Lassas, szwedzki hokeista (zm. 2009)
  - Jack Weston, amerykański aktor (zm. 1996)
- 1925:
  - Toma Caragiu, rumuński aktor (zm. 1977)
  - Dharmpal Singh Gupta, indyjski polityk (zm. 1997)
  - Maurice Pialat, francuski aktor, reżyser, scenarzysta i producent filmowy (zm. 2003)
- 1926:
  - Marian Jaworski, polski duchowny katolicki, arcybiskup metropolita lwowski, kardynał (zm. 2020)
  - Anna Laskowiczówna, polska łączniczka AK, uczestniczka powstania warszawskiego (zm. 1944)
- 1927:
  - Barry Foster, brytyjski aktor (zm. 2002)
  - Włodzimierz Gołobów, polski śpiewak (bas) i reżyser operowy (zm. 2008)
  - Ladislav Helge, czeski reżyser i scenarzysta filmowy (zm. 2016)
  - Wilhelm Killmayer, niemiecki kompozytor (zm. 2017)
  - Tadeusz Kulig, polski duchowny katolicki, kanonik (zm. 2024)
  - Jan Matuszewicz, polski ekonomista, wykładowca akademicki (zm. 2016)
  - Thomas Monson, amerykański duchowny, prezydent Kościoła Jezusa Chrystusa Świętych w Dniach Ostatnich (mormonów) (zm. 2018)
  - B. Satyanarayan Reddy, indyjski polityk (zm. 2012)
  - Kazimierz Romaniuk, polski duchowny katolicki, biblista, biskup pomocniczy warszawski, biskup warszawsko-praski (zm. 2025)
  - Zbigniew Szymański, polski architekt, poeta (zm. 2020)
- 1928:
  - Chris Brasher, brytyjski lekkoatleta, średnio- i długodystansowiec (zm. 2003)
  - Jean Constantin, rumuński aktor (zm. 2010)
  - Art Farmer, amerykański trębacz i kornecista jazzowy (zm. 1999)
  - Bohdan Gruchman, polski prawnik, ekonomista, dyplomata, działacz społeczny (zm. 2021)
  - Gillian Sheen, brytyjska florecistka (zm. 2021)
- 1929:
  - Vija Artmane, łotewska aktorka pochodzenia niemiecko-polskiego (zm. 2008)
  - Halina Borzyszkowska, polska pedagog (zm. 2008)
  - Jos Roller, luksemburski piłkarz (zm. 1988)
  - Krystyna Skolecka-Kona, polska prawnik, adwokat, działaczka opozycji antykomunistycznej (zm. 2019)
- 1930:
  - Janusz Kuczyński, polski filozof, dziennikarz (zm. 2017)
  - Frank Perry, amerykański reżyser filmowy (zm. 1995)
  - Irena Vrkljan, chorwacka pisarka, tłumaczka (zm. 2021)
  - Małgorzata Windsor, księżna Snowdon (zm. 2002)
- 1931:
  - Adam Sobiczewski, polski fizyk teoretyczny i jądrowy, wykładowca akademicki (zm. 2017)
  - Boris Wołodin, radziecki polityk
- 1932:
  - Joachim Maj, polski żużlowiec (zm. 2019)
  - Melvin Van Peebles, amerykański dramaturg, reżyser i scenarzysta filmowy (zm. 2021)
  - Joanna Srebro, polska malarka (zm. 2006)
  - Kurt Stettler, szwajcarski piłkarz (zm. 2020)
- 1933:
  - Janet Baker, brytyjska śpiewaczka operowa (mezzosopran)
  - Zbigniew Bujarski, polski kompozytor, malarz (zm. 2018)
  - Kadriye Nurmambet, rumuńska piosenkarka (zm. 2023)
  - Rostysław Syńko, ukraiński scenarzysta filmowy (zm. 2010)
- 1934 – Giennadij Ajgi, czuwaski poeta (zm. 2006)
- 1935:
  - Zoltán Dömötör, węgierski piłkarz wodny (zm. 2019)
  - Anatolij Gładilin, rosyjski pisarz (zm. 2018)
  - Ali Mitgutsch, niemiecki autor książek ilustrowanych, malarz (zm. 2022)
  - Adnan Şenses, turecki aktor (zm. 2013)
  - Władimir Turijanski, rosyjski poeta, kompozytor, bard (zm. 2024)
- 1936:
  - Wilt Chamberlain, amerykański koszykarz (zm. 1999)
  - Janusz Krzysztof Kozłowski, polski archeolog (zm. 2025)
  - Feliciano Rivilla, hiszpański piłkarz (zm. 2017)
- 1937:
  - Luka Bebić, chorwacki agronom, polityk
  - Donald Dewar, szkocki polityk, pierwszy minister Szkocji (zm. 2000)
  - Bożena Kurowska, polska aktorka (zm. 1969)
  - Gustavo Noboa, ekwadorski prawnik, polityk, wiceprezydent i prezydent Ekwadoru (zm. 2021)
  - Robert Stone, amerykański pisarz (zm. 2015)
- 1938:
  - Nicolás Ardito Barletta Vallarino, panamski ekonomista, polityk, prezydent Panamy
  - Kenny Rogers, amerykański piosenkarz country, kompozytor, autor tekstów, aktor (zm. 2020)
  - Wolfgang Wiltschko, niemiecki zoolog
- 1939:
  - Don Backy, włoski piosenkarz, kompozytor, aktor, pisarz
  - James Burton, amerykański gitarzysta rockowy
  - Djalma Dias, brazylijski piłkarz (zm. 1990)
  - Patrice Laffont, francuski aktor, prezenter telewizyjny (zm. 2024)
  - Festus Mogae, botswański polityk, prezydent Botswany
  - Clarence Williams III, amerykański aktor (zm. 2021)
- 1941:
  - Jackie DeShannon, amerykańska piosenkarka
  - José Guadalupe Galván Galindo, meksykański duchowny katolicki, biskup Ciudad Valles i Torreón (zm. 2022)
  - Alberto Mario González, argentyński piłkarz (zm. 2023)
  - Stefan Pastuszka, polski historyk, profesor nauk humanistycznych, polityk, senator RP (zm. 2019)
  - Nina Smolar, polska biochemik, wydawca
  - Jerzy Zawadzki, polski chemik (zm. 2021)
- 1942:
  - Ryszard Ciecierski, polski polityk, inżynier, senator RP
  - Tetsu Ikuzawa, japoński kierowca wyścigowy
  - Maria Kaczyńska, polska ekonomistka, pierwsza dama (zm. 2010)
  - Jan Sztwiertnia, polski polityk, poseł na Sejm RP
  - Włodzimierz Wincławski, polski socjolog
- 1943:
  - Leszek Muth, polski muzyk, inżynier dźwięku, członek zespołów: Drumlersi i Romuald i Roman (zm. 2018)
  - Lucius Shepard(inne języki), amerykański pisarz science fiction i fantasy
  - Jonathan Schell, amerykański dziennikarz, pisarz (zm. 2014)
  - Hugh Wilson, amerykański reżyser i scenarzysta filmowy (zm. 2018)
  - Piotr Winczorek, polski prawnik, sędzia Trybunału Stanu (zm. 2015)
- 1944:
  - Aleksander Nowacki, polski muzyk, wokalista, kompozytor, producent muzyczny, członek zespołu Homo Homini
  - Peter Weir, australijski reżyser filmowy
- 1945:
  - Danuta Kiełczewska, polska fizyk (zm. 2016)
  - Patty McCormack, amerykańska aktorka
  - Munir Fachri Abd an-Nur, egipski polityk
  - Basil Poledouris, amerykański kompozytor (zm. 2006)
- 1946:
  - Guy Coëme, belgijski i waloński polityk
  - Filaret (Karagodin), rosyjski biskup prawosławny
  - Norio Yoshimizu, japoński piłkarz
- 1947:
  - Colin Curran, australijski piłkarz
  - Sándor Erdős, węgierski szpadzista
  - Frédéric Mitterrand, francuski filmowiec, historyk, geograf, polityk, minister kultury i komunikacji (zm. 2024)
  - Wiesława Sadowska-Golka, polska dziennikarka, polityk, senator RP
  - Mary Simon, kanadyjska polityk, gubernator generalny Kanady
- 1948:
  - Lindy Hemming, brytyjska kostiumograf
  - Eliud Williams, dominicki polityk, prezydent Dominiki
- 1949:
  - Stefan Ciara, polski historyk, archiwista
  - Loretta Devine, amerykańska aktorka
  - Krzysztof Gruber, polski aktor, reżyser filmowy i telewizyjny (zm. 2001)
  - Nicole Kiil-Nielsen, francuska polityk
  - Andrzej Mania, polski politolog
  - Keetie van Oosten-Hage, holenderska kolarka szosowa i torowa
  - Walter Szczerbiak, amerykański koszykarz
- 1950:
  - Arthur Bremer, amerykański zamachowiec
  - Stefan Forlicz, polski ekonomista
  - Patrick Juvet, szwajcarski model, piosenkarz, kompozytor (zm. 2021)
  - Jan Pęczek, polski aktor (zm. 2021)
- 1951:
  - Marek Czerny, polski żużlowiec (zm. 1972)
  - Bernhard Germeshausen, niemiecki bobsleista (zm. 2022)
- 1952:
  - Glenn Hughes, brytyjski wokalista, gitarzysta basowy, członek zespołów: Trapeze i Deep Purple
  - Jiří Paroubek, czeski polityk, premier Czech
  - Joe Strummer, brytyjski wokalista, członek zespołu The Clash (zm. 2002)
- 1953:
  - Róża Chrabelska, polska aktorka
  - Piotr Czyżewski, polski polityk, minister skarbu państwa
  - Ferenc Paragi, węgierski lekkoatleta, oszczepnik (zm. 2016)
  - Géza Szőcs, węgierski dziennikarz, poeta, polityk (zm. 2020)
- 1954
  - José Carmelo Martínez Lázaro, hiszpański duchowny katolicki, biskup Cajamarca
  - Petrit Ruka, albański poeta, reżyser i scenarzysta filmowy (zm. 2021)
  - Didier Six, francuski piłkarz
- 1955:
  - Jane Bidstrup, duńska curlerka
  - Janina Kozicka, polska lekkoatletka, biegaczka średniodystansowa
  - Anne Louise Lambert, australijska aktorka
  - Tomasz Lipiński, polski gitarzysta, wokalista, kompozytor, autor tekstów, członek zespołów: Fotoness, Izrael, Brygada Kryzys i Tilt
  - Tomasz Pietrasiewicz, polski reżyser teatralny
- 1956:
  - Joanna Budniok-Feliks, polska aktorka
  - Kim Cattrall, brytyjska aktorka
  - Karin Metze, niemiecka wioślarka
  - Jon Tester, amerykański polityk, senator
  - Vadão, brazylijski trener piłkarski (zm. 2020)
- 1957:
  - Axel Breitung, niemiecki muzyk, kompozytor, producent muzyczny, członek zespołu Silent Circle
  - John Howe, kanadyjski ilustrator książek
  - Jan Szostak, polski samorządowiec, prezydent Ostrowca Świętokrzyskiego
  - Bernard Verlhac, francuski karykaturzysta, rysownik prasowy (zm. 2015)
  - Bernard Zénier, francuski piłkarz
- 1958:
  - Joanna Januszewska-Jurkiewicz, polska historyk, wykładowczyni akademicka
  - Petr Rada, czeski piłkarz, trener
- 1959:
  - Margaret Gardiner, południowoafrykańska dziennikarka, zdobywczyni tytułu Miss Universe
  - Ho Bong-chol, północnokoreański sztangista
  - Jeff Lampkin, amerykański bokser
  - Arnold Pujsza, polski aktor
- 1960:
  - Stefan Attefall, szwedzki polityk
  - Jacek Kasprzyk, polski polityk, poseł na Sejm RP
  - Tom Kennedy, amerykański basista, kontrabasista
  - Andrzej Ujwary, polski hokeista
- 1961:
  - Mitchell Anderson, amerykański aktor
  - Igor Czudinow, kirgiski polityk, premier Kirgistanu
  - Stephen Hillenburg, amerykański animator (zm. 2018)
  - Luis Marín de San Martín, hiszpański duchowny katolicki, augustianin, biskup
  - Nebojša Zorkić, serbski koszykarz
- 1962:
  - Sławomir Górzyński, polski historyk, heraldyk, wydawca
  - Hanna Majszczyk, polska urzędniczka państwowa
  - François Zahoui, iworyjski piłkarz, trener
- 1963:
  - Richmond Arquette, amerykański aktor
  - Muhammad VI, król Maroka
- 1964:
  - Etan Fox, izraelski reżyser filmowy
  - Esteban González Pons, hiszpański polityk
  - Jerżan Kazychanow, kazachski polityk, dyplomata
  - Rafał Zagórny, polski prawnik, polityk, poseł na Sejm RP
- 1965:
  - Janusz Chwierut, polski ekonomista, samorządowiec, polityk, poseł na Sejm RP
  - Mike Howe, amerykański wokalista, członek zespołu Metal Church (zm. 2021)
  - John Ioannidis, amerykański epidemiolog, biostatystyk i statystyk
  - Mariusz Kuras, polski piłkarz, trener
  - Wojciech Puścion, polski koszykarz, trener
- 1966:
  - Piotr Dzięgielewski, polski generał brygady, lekarz
  - László Szőke, węgierski bokser
- 1967:
  - Andrea Bucciol, włoski piłkarz, bramkarz, trener
  - Stéphane Charbonnier, francuski karykaturzysta, dziennikarz (zm. 2015)
  - Marek Jóźwiak, polski piłkarz
  - Eryk Mistewicz, polski dziennikarz, publicysta, doradca polityczny
  - Carrie-Anne Moss, kanadyjska aktorka, modelka
  - Cristóbal Parralo, hiszpański piłkarz
  - Serj Tankian, amerykański muzyk, wokalista pochodzenia ormiańskiego, członek zespołu System of a Down
  - Petr Zelenka, czeski reżyser i scenarzysta filmowy
- 1968:
  - Antonio Benarrivo, włoski piłkarz
  - Larry Stewart, amerykański koszykarz
- 1969:
  - Lukas Furlas, cypryjski dziennikarz, polityk
  - Oliver Geissen, niemiecki prezenter telewizyjny
  - Nathan Jones, australijski trójboista siłowy, wrestler, strongman, aktor
- 1970:
  - Erik Dekker, holenderski kolarz szosowy
  - David Hopkin, szkocki piłkarz
  - Germain Mendome, gaboński piłkarz, bramkarz (zm. 2013)
  - Sylwan (Oner), syryjski duchowny prawosławny, metropolita Wysp Brytyjskich i Irlandii
  - Murilo Rosa, brazylijski aktor
  - Paolo Vidoz, włoski bokser
- 1971:
  - Kristi Angus, kanadyjska aktorka, modelka
  - Elisabeth de Brito, szwedzka curlerka
  - Liam Howlett, brytyjski muzyk, członek zespołu The Prodigy
  - Bartosz Żurawiecki, polski krytyk filmowy, pisarz
- 1972:
  - Sonya Agbéssi, benińska lekkoatletka, skoczkini w dal
  - Rita Deli, węgierska piłkarka ręczna
  - Ramiz Mamiedow, rosyjski piłkarz pochodzenia azerskiego
  - Erik Schlopy, amerykański narciarz alpejski
- 1973:
  - Sergey Brin, amerykański programista pochodzenia rosyjskiego
  - Mikael Max, szwedzki żużlowiec
  - Nikołaj Wałujew, rosyjski bokser
- 1974:
  - Christa Belle, amerykańska wokalistka, członkini zespołu Hungry Lucy
  - Katarzyna Dobija, polska lekkoatletka, wieloboistka
- 1975:
  - Michael Altman, amerykański wioślarz
  - Caroline Gennez, belgijska i flamandzka polityk
  - Anna Jędrzejowska, polska dziennikarka
  - Joanna Krupa, polska kulturystka
  - Rafał Osumek, polski żużlowiec
  - Alicia Witt, amerykańska aktorka
- 1976:
  - Liezel Huber, amerykańska tenisistka
  - Gillian O’Sullivan, irlandzka lekkoatletka, chodziarka
  - Nathan Twaddle, nowozelandzki wioślarz
- 1977:
  - Veljko Paunović, serbski piłkarz
  - Brad Vering, amerykański zapaśnik
- 1978:
  - Therese Bohman, szwedzka pisarka, dziennikarka
  - Leonardo Brzezicki, argentyński aktor, reżyser i montażysta filmowy
  - Bhoomika Chawla, indyjska aktorka
  - Jesús España, hiszpański lekkoatleta, długodystansowiec
  - Chiara Gazzoli, włoska piłkarka
  - Alan Lee, irlandzki piłkarz
  - Olimpia Tomczyk-Iwko, polska polityk, przedsiębiorca, wicewojewoda lubuski
  - Annika Wiel Fredén, szwedzka piłkarka ręczna
- 1979:
  - Kelis, amerykańska piosenkarka
  - Kimberly Stewart, amerykańska modelka, projektantka mody
- 1980:
  - Sarah Blake, amerykańska aktorka pornograficzna
  - Joanne Froggatt, brytyjska aktorka
  - Ondřej Kovařík, czeski polityk, eurodeputowany
  - Jasmin Wöhr, niemiecka tenisistka
- 1981:
  - Collie Buddz, amerykański muzyk reggae
  - Mike Candys, szwajcarski didżej, producent muzyczny
  - Marzena Cieślik, polska modelka, zdobywczyni tytułu Miss Polonia
  - Anna Ilczuk, polska aktorka
  - Anna Krupa, polska pedagog i aktorka
  - Alina Tarachowicz, polska szachistka
  - Ross Thomas, amerykański aktor
- 1982:
  - Kim Andersson, szwedzki piłkarz ręczny
  - Marc Pujol, andorski piłkarz
  - Jan Stapelfeldt, niemiecki aktor
  - Francisco Vallejo Pons, hiszpański szachista
- 1983:
  - Megan Kalmoe, amerykańska wioślarka
  - Stanisław Kasap, nadniestrzański polityk
  - Sergiusz (Kopyłow), rosyjski biskup prawosławny
  - Scott McDonald, australijski piłkarz
  - Łukasz Romanek, polski żużlowiec (zm. 2006)
- 1984:
  - Alizée, francuska piosenkarka
  - Eve Torres, amerykańska tancerka, modelka, wrestlerka
- 1985:
  - Nicolás Almagro, hiszpański tenisista
  - Boladé Apithy, francuski szpadzista
  - Sam Bould, brytyjski aktor i montażysta filmowy
  - Laura Haddock, angielska aktorka
  - Aleksandra Kiriaszowa, rosyjska lekkoatletka, tyczkarka
  - Mélissa M, francuska piosenkarka
  - Andrew Ornoch, kanadyjski piłkarz pochodzenia polskiego
- 1986:
  - Romano Battisti, włoski wioślarz
  - Usain Bolt, jamajski lekkoatleta, sprinter
  - Wout Brama, holenderski piłkarz
  - Ana Radović, czarnogórska piłkarka ręczna
  - Denisa Rosolová, czeska lekkoatletka, skoczkini w dal, sprinterka, płotkarka i wieloboistka
  - Paetongtarn Shinawatra, tajska polityk, premier Tajlandii
  - Wiera Wietrowa, rosyjska siatkarka
- 1987:
  - DeWanna Bonner, amerykańska koszykarka
  - Cody Kasch, amerykański aktor
  - J.D. Martinez, amerykański baseballista pochodzenia kubańskiego
  - Jodie Meeks, amerykański koszykarz
  - Megan Montaner, hiszpańska aktorka, modelka
  - Anton Szypulin, rosyjski biathlonista
- 1988:
  - Gaetano Berardi, szwajcarski piłkarz
  - Tim Collins, amerykański baseballista
  - Ivan Fatić, czarnogórski piłkarz
  - Ioan Hora, rumuński piłkarz
  - Anna Jakubowska, polska szachistka
  - Robert Lewandowski, polski piłkarz
  - Joanna Mitrosz, polska gimnastyczka
  - Roksana Zasina, polska zapaśniczka
- 1989:
  - Giuseppe Bellusci, włoski piłkarz
  - Rajko Brežančić, serbski piłkarz
  - Dmitrij Chwostow, rosyjski koszykarz
  - Paulina Gałązka, polska aktorka
  - Loice Jepkoisgei, kenijska siatkarka
  - Robert Knox, brytyjski aktor (zm. 2008)
  - Nik Omladič, słoweński piłkarz
  - Hayden Panettiere, amerykańska aktorka, piosenkarka
  - Cindy Roleder, niemiecka lekkoatletka, płotkarka
  - Aleix Vidal, hiszpański piłkarz
  - Charlie Westbrook, amerykański koszykarz
- 1990:
  - Elīza Cauce, łotewska saneczkarka
  - Luis Ismael Díaz, dominikański piłkarz
  - Omar El Kaddouri, marokański piłkarz
  - Lana Gehring, amerykańska łyżwiarka szybka, specjalistka short tracku
  - Natsumi Hoshi, japońska pływaczka
  - Ewa Maksymiuk, polska brydżystka
  - Alain Wiss, szwajcarski piłkarz
- 1991:
  - Leandro Bacuna, holenderski piłkarz
  - Demy, grecka piosenkarka
  - Hanna Kolb, niemiecka biegaczka narciarska
  - Anna Morgina, rosyjska tenisistka
  - Anna Nieczajewska, rosyjska biegaczka narciarska
  - Jesse James Rutherford, amerykański aktor, muzyk, wokalista, autor tekstów, członek zespołu The Neighbourhood
- 1992:
  - Bryce Dejean-Jones, amerykański koszykarz (zm. 2016)
  - Brad Kavanagh, brytyjski aktor, piosenkarz
  - RJ Mitte, amerykański aktor
  - Johan Mojica, kolumbijski piłkarz
  - Haris Vučkić, słoweński piłkarz
- 1993:
  - Luis Henrique, brazylijski zawodnik MMA
  - Torbjørn Kallevåg, norweski piłkarz
  - Tony Rocha, belizeński piłkarz
  - Lorenzo Samparisi, włoski kolarz górski i przełajowy
- 1995:
  - Justyna Bojczuk, polska aktorka, piosenkarka
  - Gao Zhunyi, chiński piłkarz
  - Cem İlkel, turecki tenisista
  - Erica McCall, amerykańska koszykarka
  - Agustín Rossi, argentyński piłkarz
  - Maximilian Wittek, niemiecki piłkarz
- 1996:
  - Jasmine Camacho-Quinn, portorykańska lekkoatletka, płotkarka
  - Chloe Jackson, amerykańska koszykarka
  - Karolína Muchová, czeska tenisistka
  - Emanuel Terry, amerykański koszykarz
- 1997:
  - Uriel Antuna, meksykański piłkarz
  - Alexandru Boiciuc, mołdawski piłkarz
  - Daniel Muniz De Oliveira, brazylijski siatkarz
  - Lucie Svěcená, czeska pływaczka
- 1998:
  - Fredrik André Bjørkan, norweski piłkarz
  - Madeleine Egle, austriacka saneczkarka
  - Mikiah Herbert Harrigan, brytyjska koszykarka
  - Andri Ragettli, szwajcarski narciarz dowolny
  - Florin Tița, rumuński zapaśnik
- 1999:
  - Emilia Kääntä, fińska siatkarka
  - Kacper Kostorz, polski piłkarz
  - Grabriela Rocha, brazylijska zapaśniczka
- 2000:
  - Mansour Al-Shammari, saudyjski piłkarz
  - Artem Bondarenko, ukraiński piłkarz
  - Kane Crichlow, bermudzki piłkarz
  - Yahia Fofana, iworyjski piłkarz, bramkarz
  - Charokee Young, jamajska lekkoatletka, sprinterka
- 2001 – Marin Honda, japońska łyżwiarka figurowa
- 2002:
  - Daniel Fila, czeski piłkarz
  - Zion Suzuki, japoński piłkarz, bramkarz pochodzenia ghańskiego
- 2006 – João Fonseca, brazylijski tenisista

## Zmarli
- 672 – Kōbun, cesarz Japonii (ur. 648)
- 1131 – Baldwin II z Le Bourg, hrabia Edessy, król Jerozolimy (ur. ?)
- 1157 – Alfons VII Imperator, król Galicji, król Kastylii i Leónu, cesarz Hiszpanii (ur. 1105)
- 1245 – Aleksander z Hales, angielski franciszkanin, filozof, teolog (ur. ok. 1183)
- 1271 – Alfons z Poitiers, hrabia Poitiers i Tuluzy (ur. 1220)
- 1470 – Jadgar Muhammad, władca Heratu z dynastii Timurydów (ur. 1450/51)
- 1508 – Walenty z Olkusza, polski prawnik, profesor i rektor Akademii Krakowskiej (ur. ?)
- 1534 – Philippe Villiers de L’Isle Adam, wielki mistrz zakonu joannitów (ur. 1464)
- 1568 – Jean de la Valette, wielki mistrz zakonu joannitów (ur. 1494)
- 1614 – Elżbieta Batory, węgierska hrabina, seryjna morderczyni (ur. 1560)
- 1627 – Jacques Mauduit, francuski kompozytor (ur. 1557)
- 1629 – Camillo Procaccini, włoski malarz (ur. 1561)
- 1634 – Fryderyk Ulryk, książę Brunszwiku (ur. 1591)
- 1639 – Henryk Wacław Podiebradowicz, książę Bierutowa i Ziębic, hrabia Kłodzka, starosta generalny Śląska (ur. 1592)
- 1666 – Izabela d’Este, księżniczka Modeny, księżna Parmy (ur. 1635)
- 1673 : 
  - Melchior Kalkstein Stoliński – poseł na sejm elekcyjny 1648, sędzia ziemski człuchowski, ławnik człuchowski.
  - Isaac Sweers, holenderski admirał (ur. 1622)
- 1676 – Virginio Orsini, włoski kardynał (ur. 1615)
- 1687 – Claude Callot, francuski malarz (ur. ok. 1620)
- 1697 – Jacob Boreel, holenderski polityk, przedsiębiorca, dyplomata (ur. 1630)
- 1698 – Marceli, rosyjski duchowny prawosławny, metropolita kazański (ur. ?)
- 1723 – Dymitr Kantemir, hospodar Mołdawii (ur. 1673)
- 1724 – Noël Alexandre, francuski teolog katolicki (ur. 1639)
- 1757 – Johann Samuel King, niemiecki matematyk (ur. 1712)
- 1759 – Jakub Florian Narzymski, polski szlachcic, polityk (ur. 1690)
- 1761 – Archibald Campbell, szkocki arystokrata, prawnik, polityk (ur. 1682)
- 1762 – Mary Wortley Montagu, brytyjska arystokratka, pisarka (ur. 1689)
- 1763 – Charles Wydham, brytyjski arystokrata, polityk (ur. 1710)
- 1793 – Stefan Łuskina, polski jezuita, wydawca (ur. 1725)
- 1798 – James Wilson, amerykański prawnik, polityk (ur. 1742)
- 1811 – Barbara Zdunk, Polka, ostatnia osoba spalona na stosie w Europie (ur. 1769)
- 1813:
  - Telesfor Kostanecki, polski oficer (ur. 1772)
  - Zofia Magdalena Oldenburg, szwedzka królowa (ur. 1746)
- 1814:
  - Antonio Carnicero, hiszpański malarz, rytownik (ur. 1748)
  - Benjamin Thompson, brytyjski fizyk, wynalazca pochodzenia amerykańskiego (ur. 1753)
- 1815 – Carl Johan Adlercreutz, szwedzki generał, polityk (ur. 1757)
- 1821 – Adam von Bartsch, austriacki grafik, rytownik, historyk sztuki (ur. 1757)
- 1824 – John Taylor, amerykański prawnik, polityk (ur. 1753)
- 1836:
  - Edward Turner Bennett, brytyjski zoolog, pisarz (ur. 1797)
  - Claude-Louis Navier, francuski inżynier, fizyk (ur. 1785)
- 1838:
  - Adelbert von Chamisso, niemiecki pisarz, przyrodnik (ur. 1781)
  - Józef Đặng Đình Viên, wietnamski duchowny katolicki, męczennik, święty (ur. ok. 1787)
- 1845 – Vincent-Marie Viénot de Vaublanc, francuski polityk, pisarz (ur. 1756)
- 1852 – Adrian Krzyżanowski, polski matematyk, tłumacz (ur. 1788)
- 1860 – Kanuty Rusiecki, polski malarz (ur. 1800)
- 1862 – Ludwik Jaroszyński, polski działacz niepodległościowy, zamachowiec (ur. 1840)
- 1867 – Juan Álvarez, meksykański generał, polityk, prezydent Meksyku (ur. 1790)
- 1869:
  - Paolo Beriscia, albański duchowny katolicki, biskup Pultu (ur. 1821)
  - Thomas Hodgskin, brytyjski ekonomista (ur. 1787)
- 1872 – Józef Antoni Beaupré, polski lekarz, działacz niepodległościowy, zesłaniec (ur. 1800)
- 1874 – Barthélémy de Theux de Meylandt, belgijski polityk, premier Belgii (ur. 1794)
- 1875:
  - George Coles, kanadyjski polityk (ur. 1810)
  - Ignacy Lemoch, czeski matematyk, geodeta, wykładowca akademicki (ur. 1802)
- 1876:
  - Ildefons Cerdà, hiszpański inżynier, urbanista, polityk (ur. 1815)
  - Gustav Simon, niemiecki chirurg (ur. 1824)
- 1882 – Józef Skłodowski, polski pedagog, bibliotekarz, dziadek Marii Skłodowskiej-Curie (ur. 1804)
- 1884:
  - Giuseppe De Nittis, włoski malarz (ur. 1846)
  - Israel Meir Freimann, polski filozof, orientalista pochodzenia żydowskiego (ur. 1830)
- 1885 – Zofia Kodrębska, polska żołnierka, uczestniczka powstania listopadowego (ur. 1798)
- 1891 – Harry Powlett, brytyjski arystokrata, polityk (ur. 1803)
- 1894:
  - Giacomo Durando, włoski generał, polityk (ur. 1807)
  - Wiktoria Rasoamanarivo, madagaskarska błogosławiona (ur. 1848)
- 1898 – Niccolò van Westerhout, włoski kompozytor pochodzenia flamandzkiego (ur. 1857)
- 1900 – Salomon Kauffmann, niemiecki przemysłowiec pochodzenia żydowskiego (ur. 1824)
- 1901:
  - Adolf Eugen Fick, niemiecki fizjolog, wykładowca akademicki (ur. 1829)
  - Aloys Lauer, niemiecki franciszkanin, generał zakonu (ur. 1833)
- 1905:
  - Władysław Bończa-Rutkowski, polski malarz (ur. 1841)
  - Mary Mapes Dodge, amerykańska autorka książek dla dzieci (ur. 1831)
  - Seweryna Duchińska, polska poetka, publicystka, tłumaczka (ur. 1816)
  - Jules Oppert, francusko-niemiecki astrolog, wykładowca akademicki pochodzenia żydowskiego (ur. 1825)
- 1908 – Mwezi II, władca Burundi (ur. 1845)
- 1909 – George Cabot Lodge, amerykański poeta, polityk (ur. 1873)
- 1910 – Bertalan Székely, węgierski malarz (ur. 1835)
- 1916 – Ryszard Wilhelm von Dohna, pruski polityk (ur. 1843)
- 1918 – Orville Gibson, amerykański lutnik (ur. 1856)
- 1919:
  - Lawrence Doherty, brytyjski tenisista (ur. 1875)
  - Wincenty Janas, polski nauczyciel, działacz narodowy (ur. 1891)
- 1920:
  - Ignacy Busza, polski porucznik (ur. 1880)
  - Teodor Chmielowski, pokski major artylerii, działacz niepodległościowy (ur. 1892)
  - Stanisław Hojnor, polski podporucznik (ur. 1896)
  - Franciszek Kowalski, polski szeregowiec (ur. 1900)
  - Nepomucen Wieczorek, polski chorąży piechoty (ur. 1889)
- 1921 – Leonard Bończa-Stępiński, polski aktor, pedagog (ur. 1876)
- 1922:
  - Juliusz Teodor Heinzel, polski fabrykant pochodzenia niemieckiego (ur. 1861)
  - Jørgen Løvland, norweski polityk, premier Norwegii (ur. 1848)
- 1923 – Jan Gella, polski poeta, prozaik, tłumacz (ur. 1892)
- 1925:
  - Władysław Hibner, polski działacz komunistyczny, zamachowiec (ur. 1893)
  - Władysław Kniewski, polski działacz komunistyczny, zamachowiec (ur. 1902)
  - Osyp Makowej, ukraiński pisarz, pedagog, tłumacz, krytyk literacki (ur. 1867)
  - Karol Namysłowski, polski kompozytor, dyrygent, skrzypek (ur. 1856)
  - Henryk Rutkowski, polski działacz komunistyczny, zamachowiec (ur. 1903)
- 1926 – Ugyen Wangchuck, pierwszy król Bhutanu (ur. 1861)
- 1927 – William Burnside, brytyjski matematyk (ur. 1852)
- 1929 – Ponziano Loverini, włoski malarz (ur. 1845)
- 1930 – Aston Webb, brytyjski architekt (ur. 1849)
- 1931 – Teodora Kropidłowska, kaszubska pisarka, poetka, działaczka społeczna (ur. 1879)
- 1935 – John Hartley, brytyjski tenisista (ur. 1849)
- 1936:
  - Franciszek Calvo Burillo, hiszpański dominikanin, męczennik, błogosławiony (ur. 1881)
  - Ludwik Urbano Lanaspa, hiszpański dominikanin, męczennik, błogosławiony (ur. 1882)
- 1937:
  - Junona Albert-Takke, polska działaczka komunistyczna i wojskowa, funkcjonariuszka sowieckich służb specjalnych (ur. 1898)
  - Artur Artuzow, radziecki wysoki funkcjonariusz wywiadu i kontrwywiadu (ur. 1891)
  - Henryk Brzozowski, polski działacz komunistyczny, funkcjonariusz sowieckich służb specjalnych (ur. 1899)
  - Stanisław Budzyński, polski działacz komunistyczny, publicysta (ur. 1894)
  - Aleksander Danieluk, polski działacz komunistyczny (ur. 1897)
  - Tomasz Dąbal, polski działacz komunistyczny (ur. 1890)
  - Élie Halévy, francuski historyk, filozof (ur. 1870)
  - Stefan Królikowski, polski działacz komunistyczny (ur. 1881)
  - Edward Próchniak, polski działacz komunistyczny (ur. 1888)
  - Bolesław Przybyszewski, polski muzykolog, działacz komunistyczny (ur. 1892)
  - Róża Raczyńska, polska działaczka społeczna (ur. 1849)
  - Karol Roller, polski wojskowy, funkcjonariusz sowieckich służb specjalnych (ur. 1896)
  - Artur Staszewski, radziecki funkcjonariusz wywiadu wojskowego pochodzenia żydowskiego (ur. 1890)
  - Adolf Warski, polski działacz komunistyczny (ur. 1868)
- 1940:
  - Jerzy Bandrowski, polski pisarz, dziennikarz, tłumacz (ur. 1883)
  - Paul Juon, niemiecki kompozytor pochodzenia rosyjskiego (ur. 1872)
  - Hermann Obrecht, szwajcarski polityk (ur. 1882)
  - Lew Trocki, rosyjski polityk, działacz komunistyczny pochodzenia żydowskiego, ludowy komisarz spraw zagranicznych (ur. 1879)
- 1941:
  - Bolesław Barbacki, polski malarz, aktor, reżyser, pedagog, działacz społeczny (ur. 1891)
  - Piotr Kowac, radziecki pilot wojskowy, as myśliwski (ur. 1913)
  - Tadeusz Szafran, polski nauczyciel, podporucznik (ur. 1914)
- 1942:
  - Stefan Borsukiewicz, polski poeta (ur. 1918)
  - Stanisław Dubois, polski działacz socjalistyczny (ur. 1901)
  - Harry King Goode, brytyjski pilot wojskowy, as myśliwski (ur. 1892)
  - Joachim Metallmann, polski filozof nauk przyrodniczych, metodolog pochodzenia żydowskiego (ur. 1889)
  - Brunon Zembol, polski franciszkanin, męczennik, błogosławiony (ur. 1905)
- 1943:
  - Abraham Merritt, amerykański pisarz, dziennikarz (ur. 1884)
  - Henrik Pontoppidan, duński pisarz, felietonista, laureat Nagrody Nobla (ur. 1857)
- 1944 – Polegli w powstaniu warszawskim:
  - Zbigniew Brycki, polski żołnierz AK (ur. 1917)
  - Janusz Majewski, polski żołnierz AK (ur. 1928)
  - Wojciech Zalewski, polski żołnierz AK, łącznik (ur. 1933)
- 1944:
  - Franciszek Cieplik, polski kapitan piechoty, policjant, żołnierz AK, cichociemny (ur. 1908)
  - Maciej Kalenkiewicz, polski podpułkownik dyplomowany inżynier, żołnierz AK, cichociemny, sztabowiec (ur. 1906)
  - Jan Kanty Skrochowski, polski rotmistrz, żołnierz AK, cichociemny (ur. 1914)
  - Noël de Tissot, francuski wojskowy, kolaborant (ur. 1914)
- 1945:
  - Irena Kosmowska, polska działaczka niepodległościowa, ludowa i oświatowa, polityk, poseł na Sejm RP (ur. 1879)
  - Czesław Mocek, polski żołnierz ZWZ-AK (ur. 1917)
- 1946 – Rudolf Gundersen, norweski łyżwiarz szybki (ur. 1879)
- 1947:
  - Ettore Bugatti, włoski konstruktor, przemysłowiec (ur. 1881)
  - Henry Dafel, południowoafrykański lekkoatleta, sprinter (ur. 1889)
  - Henryk Kubiczek, polski kapral rezerwy (ur. 1902)
- 1951 – Constant Lambert, brytyjski kompozytor, dyrygent, pisarz muzyczny (ur. 1905)
- 1953 – Benno Zerbst, polski major pochodzenia niemieckiego (ur. 1913)
- 1954 – Stanisław Idzior, polski związkowiec, polityk (ur. 1906)
- 1955 – Brygida Rodziewicz, polska urszulanka (ur. 1885)
- 1956:
  - Juan José de Amézaga, urugwajski prawnik, polityk, prezydent Urugwaju (ur. 1881)
  - Juan Hospital, argentyński piłkarz (ur. 1895)
- 1957:
  - Henrik Østervold, norweski żeglarz sportowy (ur. 1878)
  - Halina Starska, polska aktorka (ur. 1888)
  - Harald Sverdrup, norweski oceanograf, meteorolog (ur. 1888)
- 1958 – Stevan Hristić, serbski kompozytor, dyrygent, pedagog (ur. 1885)
- 1959 – Helena Bychowska, polska pisarka, tłumaczka (ur. 1909)
- 1960 – John Considine, amerykański strzelec sportowy (ur. 1889)
- 1962 – Antoni Langer, polski polityk, poseł na Sejm RP (ur. 1888)
- 1963 – Gladys Dick, amerykańska lekarka, bakteriolog (ur. 1881)
- 1964:
  - Władysław Findysz, polski duchowny katolicki, męczennik, błogosławiony (ur. 1907)
  - Palmiro Togliatti, włoski polityk komunistyczny, przywódca WPK (ur. 1893)
- 1967 – Leonard Zawisławski, polski operator filmowy (ur. 1890)
- 1968 – Mieczysław Jastrzębski, polski działacz komunistyczny (ur. 1908)
- 1971 – Joe Huff, amerykański kierowca wyścigowy (ur. 1906)
- 1972 – Albert Achard, francuski pilot wojskowy, as myśliwski (ur. 1894)
- 1973:
  - Gertrude Harris Boatwright Claytor, amerykańska poetka (ur. 1888)
  - Emory Bogardus, amerykański socjolog (ur. 1882)
  - Jerzy Dargiel, polski aktor, reżyser teatralny (ur. 1917)
  - Alfred Reszkiewicz, polski językoznawca, anglista (ur. 1920)
- 1974 – James Patrick Cannon, amerykański działacz związkowy i komunistyczny pochodzenia irlandzkiego (ur. 1890)
- 1975 – Manuel Seoane, argentyński piłkarz, trener (ur. 1902)
- 1978 – Nicolaas Johannes Diederichs, południowoafrykański ekonomista, polityk, prezydent RPA (ur. 1903)
- 1979:
  - Stuart Heisler, amerykański reżyser filmowy (ur. 1896)
  - Giuseppe Meazza, włoski piłkarz, trener (ur. 1910)
  - Bronisław Noël, polski generał (ur. 1897)
- 1980:
  - Jennifer Nicks, brytyjska łyżwiarka figurowa (ur. 1932)
  - Zenon Nowak, polski polityk, poseł na Sejm PRL, wicepremier, prezes NIK (ur. 1905)
- 1981 – Józef Różański, polski prawnik, oficer NKWD i MBP, polityk pochodzenia żydowskiego (ur. 1907)
- 1982:
  - Arje Altman, izraelski polityk (ur. 1902)
  - Helmut Kajzar, polski reżyser teatralny, dramaturg (ur. 1941)
  - Sobhuza II, król Suazi (ur. 1899)
- 1983:
  - Benigno Aquino, filipiński polityk (ur. 1932)
  - Jerzy Szczygieł, polski pisarz (ur. 1932)
- 1985 – David Olère, francuski malarz, plakacista pochodzenia polsko-żydowskiego (ur. 1902)
- 1986:
  - William C. Chase, amerykański generał-major (ur. 1895)
  - Thad Jones, amerykański trębacz jazzowy (ur. 1923)
  - Agustín Sauto Arana, hiszpański piłkarz narodowości baskijskiej (ur. 1908)
- 1988 – Eino Kirjonen, fiński skoczek narciarski (ur. 1933)
- 1989 – Maria Klimczyk-Honkowicz, polska nauczycielka, polityk, poseł na Sejm PRL (ur. 1910)
- 1991:
  - Eugen Jebeleanu, rumuński poeta, tłumacz (ur. 1911)
  - Oswald von Nell-Breuning, niemiecki jezuita, teolog, socjolog (ur. 1890)
  - Wacław Ziółkowski, polski zapaśnik, sędzia i działacz zapaśniczy (ur. 1904)
- 1992:
  - Theodor Berger, austriacki kompozytor (ur. 1905)
  - Isidro Lángara, hiszpański piłkarz, trener (ur. 1912)
- 1993 – Tatiana Troyanos, amerykańska śpiewaczka operowa (mezzosopran) pochodzenia grecko-niemieckiego (ur. 1938)
- 1994 – Anita Lizana, chilijska tenisistka (ur. 1915)
- 1995:
  - Subrahmanyan Chandrasekhar, indyjski astrofizyk, matematyk, laureat Nagrody Nobla (ur. 1910)
  - Sven Höglund, szwedzki kolarz szosowy (ur. 1910)
  - Irena Kuran-Bogucka, polska graficzka, tłumaczka (ur. 1925)
  - Chuck Stevenson, amerykański kierowca wyścigowy (ur. 1919)
- 1997 – Jurij Nikulin, rosyjski aktor komediowy, klaun cyrkowy (ur. 1921)
- 1998:
  - Hans van Abeelen, holenderski genetyk, wykładowca akademicki (ur. 1936)
  - Henryk Fabian, polski wokalista, kompozytor, członek zespołu Czerwono-Czarni (ur. 1942)
  - Józef Poborski, polski geolog, wykładowca akademicki (ur. 1912)
- 1999:
  - Jerzy Harasymowicz, polski poeta (ur. 1933)
  - Jewgienij Jelisiejew, rosyjski piłkarz, trener (ur. 1909)
- 2000:
  - Daniel Lisulo, zambijski polityk, premier Zambii (ur. 1930)
  - Andrzej Zawada, polski himalaista (ur. 1928)
- 2002:
  - Oscar Plattner, szwajcarski kolarz torowy i szosowy (ur. 1922)
  - Bror Rexed, szwedzki neurolog, neuroanatom (ur. 1914)
- 2005:
  - Rrahman Dedaj, albański poeta (ur. 1939)
  - Zbigniew Dłubak, polski teoretyk sztuki, malarz, fotograf (ur. 1921)
  - James Jerome, kanadyjski polityk (ur. 1933)
  - Robert Moog, amerykański inżynier, wynalazca syntezatora (ur. 1934)
  - Marcus Schmuck, austriacki wspinacz (ur. 1925)
- 2006 – Alfred Szperling, polski koszykarz (ur. 1935)
- 2008:
  - Vladimir Bukal, chorwacki szachista (ur. 1939)
  - Fred Crane, amerykański aktor (ur. 1922)
  - Bogusław Stachura, polski generał dywizji MO, szef SB (ur. 1927)
  - Wolfgang Vogel, niemiecki adwokat (ur. 1925)
- 2010:
  - Gheorghe Apostol, rumuński polityk, działacz komunistyczny, sekretarz generalny RPK (ur. 1913)
  - Valdemar Carabina, brazylijski piłkarz (ur. 1932)
  - Christoph Schlingensief, niemiecki reżyser teatralny i filmowy (ur. 1960)
- 2011:
  - Constantin I. Gulian, rumuński filozof marksistowski (ur. 1914)
  - Maria Kornatowska, polska eseistka, krytyk filmowa (ur. 1935)
  - Ezra Sued, argentyński piłkarz (ur. 1923)
- 2012 – William Thurston, amerykański matematyk (ur. 1946)
- 2013:
  - Sid Bernstein, amerykański producent muzyczny (ur. 1918)
  - Alberto Callejo, hiszpański piłkarz (ur. 1932)
  - Rodolfo Cardoso, filipiński szachista (ur. 1937)
  - Charles Gordon Fullerton, amerykański pilot wojskowy, astronauta, inżynier (ur. 1936)
  - Olav Hagen, norweski biegacz narciarski (ur. 1921)
- 2014:
  - Robert Hansen, amerykański seryjny morderca (ur. 1939)
  - Albert Reynolds, irlandzki polityk, premier Irlandii (ur. 1932)
- 2015 – Wang Dongxing, chiński polityk komunistyczny (ur. 1916)
- 2016:
  - Antony Jay, brytyjski dziennikarz, scenarzysta i producent filmowy i telewizyjny (ur. 1930)
  - Per Lønning, norweski biskup i teolog protestancki, polityk (ur. 1928)
- 2017:
  - Ewa Andrzejewska, polska fotograficzka (ur. 1959)
  - Réjean Ducharme, kanadyjski pisarz (ur. 1941)
  - Helmut Piirimäe, estoński historyk (ur. 1930)
  - Bajram Rexhepi, kosowski chirurg, polityk, premier Kosowa (ur. 1954)
- 2018:
  - Barbara Harris, amerykańska aktorka (ur. 1935)
  - Elżbieta Laskiewicz, polska aktorka (ur. 1954)
  - Hanna Mina, syryjski pisarz (ur. 1924)
  - Stefán Karl Stefánsson, islandzki aktor (ur. 1975)
- 2019:
  - Norma Croker, australijska lekkoatletka, sprinterka (ur. 1934)
  - Andrzej Jocz, polski rzeźbiarz, malarz, rysownik (ur. 1941)
- 2020:
  - Aldo Aureggi, włoski florecista (ur. 1931)
  - Antonio Bayter Abud, kolumbijski duchowny katolicki, wikariusz apostolski Iníridy (ur. 1933)
  - Mohamed Ben Rehaiem, tunezyjski piłkarz (ur. 1951)
  - Ken Robinson, amerykański pisarz, mówca, doradca (ur. 1950)
  - Jack Sherman, amerykański gitarzysta rockowy, członek zespołu Red Hot Chili Peppers (ur. 1956)
  - Tomasz Tomiak, polski wioślarz (ur. 1967)
- 2021:
  - Rudolf Edlinger, austriacki polityk, samorządowiec, działacz piłkarski, minister finansów (ur. 1940)
  - Karolina Kaczorowska, polska nauczycielka, działaczka emigracyjna, pierwsza dama (ur. 1930)
  - Marie Kinsky von Wchinitz und Tettau, księżna Liechtensteinu (ur. 1940)
  - Guy Sansaricq, amerykański duchowny katolicki, biskup pomocniczy Brooklynu (ur. 1934)
- 2022 – Herbert Czichon, polski chemik, wykładowca akademicki (ur. 1934)
- 2023:
  - Edward Bowell, amerykański astronom (ur. 1943)
  - Luwsanszarawyn Cend, mongolski łyżwiarz szybki (ur. 1940)
  - Adam Kawa, polski poeta, autor tekstów piosenek (ur. 1942)
  - Lew Wasiljew, rosyjski przemysłowiec, polityk (ur. 1925)
- 2024:
  - Henryk Blaszka, polski żeglarz sportowy (ur. 1958)
  - Gösta Eriksson, szwedzki wioślarz (ur. 1931)
  - Bill Pascrell, amerykański polityk (ur. 1937)
  - Witalij Tokczinakow, rosyjski zapaśnik (ur. 1951)
  - Vesla Vetlesen, norweska działaczka społeczna, pisarka, polityk, minister rozwoju międzynarodowego (ur. 1930)
  - Hans Weiner, niemiecki piłkarz (ur. 1950)